# Röntgénium
A röntgénium a periódusos rendszer kémiai elemeinek egyike. Vegyjele Rg, rendszáma 111. A röntgénium rendkívül radioaktív, mesterséges elem (olyan elem, amely laboratóriumban előállítható, de a természetben nem fordul elő). A legstabilabb ismert izotópja a röntgénium-281, melynek felezési ideje 26 másodperc. A röntgéniumot először 1994-ben állították elő a darmstadti GSI Helmholtzzentrum für Schwerionenforschung GmbH kutatóintézetben. Az elemet Wilhelm Conrad Röntgen (más írásmóddal: Roentgen), Nobel-díjas fizikus után nevezték el. A Magyar Tudományos Akadémia 2019. július 24-én kiadott ajánlásban javasolta a röntgénium nevet, noha az elem felfedezése óta a magyar nyelvhasználók szinte kizárólag a röntgenium alakot használták. A 2019-ben központilag előállított, minden magyar középiskolába 2019. augusztus végén kerülő fali periódusos rendszerben a röntgenium név szerepel.
A periódusos rendszerben a d-mező elemei közé, a transzaktinoidák (szuper-nehéz elemek) közé tartozik. A 7. periódus, 11. főcsoportjába tartozik; habár kísérletileg nem igazolt, hogy kémiailag az arany nehezebb homológjaként viselkedik. Az előrejelzések szerint tulajdonságaiban a könnyebb homológjaira – réz, ezüst és arany – hasonlít, bár azoktól bizonyos mértékig eltérhet.

## Története

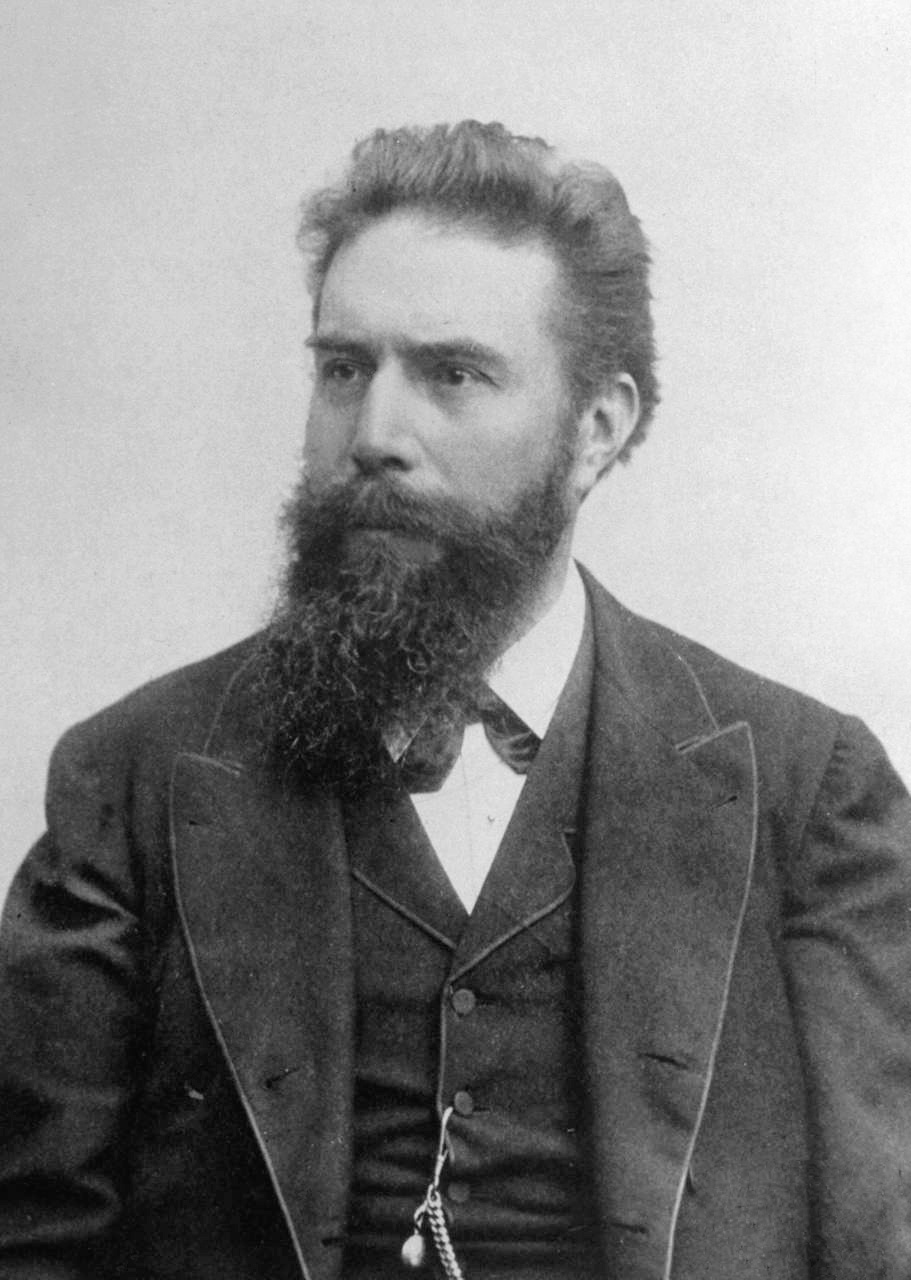
A röntgéniumot Wilhelm Röntgen fizikus után, a röntgensugárzás felfedezője után nevezték el

### Hivatalos felfedezése
A röntgéniumot először egy Sigurd Hofmann vezette nemzetközi csoport szintetizálta a darmstadti (Németország) Gesellschaft für Schwerionenforschung (GSI) kutatóintézetben, 1994. december 8-án. A kutatócsoport bizmut-209-et bombázott felgyorsított nikkel-64 atommagokkal, amikor egyetlen atomnyi röntgénium-272 izotópot észleltek:
{\displaystyle \mathrm {{}_{83}^{209}\!Bi\ +\ {}_{28}^{64}\!Ni\ \rightarrow \ {}_{111}^{272}\!Rg\ +\ {}_{0}^{1}\!n} }
2001-ben a IUPAC/IUPAP Közös Munkacsoport (Joint Working Party – JWP) arra a következtetésre jutott, hogy akkor nem volt elegendő bizonyíték a felfedezésre. A GSI kutatócsoport 2002-ben megismételte a kísérletet, és további három atomot sikerült szintetizálni. 2003-as jelentésében a JWP úgy döntött, hogy az elem felfedezésének érdeme a GSI csoporté.

### Elnevezése
A röntgénium (Rg) nevet a GSI javasolta 2004-ben, Wilhelm Röntgen fizikus, a röntgensugárzás felfedezőjének tiszteletére. A név jelölését az IUPAC (Elméleti és Alkalmazott Kémia Nemzetközi Uniója) 2004. november 4-én elfogadta, majd 2011. november 4-én hivatalosan is jóváhagyta. Ezt megelőzően a röntgéniumra az unununium ideiglenes névvel és az Uuu vegyjellel hivatkoztak.

## Előrejelzett tulajdonságai

### Fizikai jellemzők
A várakozások szerint a röntgénium szobahőmérsékleten szilárd halmazállapotú, és ellentétben a könnyebb analógjaival, amelyek lapközepes köbös rácsban kristályosodnak, a röntgénium térközepes köbös szerkezetben (BCC) kristályosodik, köszönhetően az eltérő elektron-töltéssűrűségének. Nagyon nehéz fém, sűrűsége feltételezések szerint mintegy 28,7 g/cm³. Összehasonlításképpen, a legnehezebb ismert elem, amelynek megmérték a sűrűségét, az ozmium (22,61 g/cm³). Ez a röntgénium nagy atomtömegének, a lantanoida- és aktinoidakontrakciónak és a relativisztikus hatásoknak az együttes következménye; jóllehet mérhető minta előállítása kivihetetlen lenne, és gyorsan el is bomlana.
A 11. főcsoport stabil elemeinek, a réznek, az ezüstnek és az aranynak hasonló külső elektronszerkezete van: nd10 (n+1)s1. Mindegyik felsorolt atom első gerjesztett állapota az nd9 (n+1)s2 elektronszerkezet. A d-elektronok spin-pálya csatolása miatt ez az állapot több energiaszintre oszlik fel. A réz esetében az alapállapot és az első gerjesztett állapot közti energiakülönbség vöröses színt kölcsönöz a fémnek. Az ezüstnél az energia-rés kiszélesedik, így a fém ezüstössé válik. A rendszám növekedésével azonban a relativisztikus hatások stabilizálják a gerjesztett szinteket, így az aranynál ismét csökken az energiakülönbség, ezért a fém aranyszínű. A röntgénium esetében a számítások szerint a 6d9 7s2 olyan mértékben stabilizálódott, hogy ez válik az alapállapottá és a 6d10 7s1 lesz az első gerjesztett állapot. Az új alap- és gerjesztett állapot között tapasztalható energiakülönbség az ezüstéhez hasonló, ezért a röntgénium várhatóan ezüstös megjelenésű. A röntgénium atomsugara várhatóan mintegy 138 pm.

### Kémiai jellemzők
A röntgénium az átmenetifémek 6d sorozatának kilencedik tagja. Mivel a koperníciumról (112-es elem) kimutatták, hogy átmenetifém; várhatóan az összes 104-112 rendszámú elem egy negyedik átmenetifém sorozatot alkot. A számítások szerint a röntgénium ionizációs potenciálja, az atom- és ionsugara hasonlít a könnyebb homológjáéra, az aranyéra; így alapvető tulajdonságaiban a 11. főcsoport tagjaira, a rézre, az ezüstre és az aranyra emlékeztethet. A számítások ugyanakkor néhány eltérést is megjósoltak.
A röntgénium az előrejelzések szerint nemesfém. A 11. főcsoport könnyebb elemeinek legstabilabb oxidációs állapotainak alapján, a röntgénium várhatóan stabil a +5, +3 és a -1 oxidációs állapotban, míg kevésbé stabil a +1 állapotban. Az előrejelzések szerint a +3 állapot a legstabilabb. A röntgénium(III) reaktivitása várhatóan összemérhető az arany(III)-mal, de annál sokkal stabilabb és több, változatosabb vegyületet alkot. Az arany relativisztikus hatások miatt valamivel stabilabb -1-es állapotot képez, és erre a röntgénium is képes lehet; azonban a röntgénium várható elektronaffinitása mintegy 1,6 eV, azaz lényegesen alacsonyabb, mint az aranyé (2,3 eV), ezért elképzelhető, hogy a röntgenidek nem stabilak, vagy egyáltalán nem is léteznek. A 6d pályák a relativisztikus hatások és a spin-pálya kölcsönhatások miatt a negyedik átmenetifém sorozat végének közelében destabilizálódnak, így téve sokkal stabilabbá a magasabb oxidációs állapotokat – például a röntgénium(V)-öt és a kopernícium(IV)-et szemben a könnyebb homológjaiknál, az arany(V)-nél és a higany(IV)-nél (ezek mindegyikének csak egy vegyülete ismert) – mivel a 6d elektronok nagyobb mértékben vesznek részt a kötésekben. A spin-pálya kölcsönhatások a több kötésben részt vevő, 6d elektronokkal stabilizálják a molekuláris röntgéniumvegyületeket: például a RgF−6 várhatóan stabilabb, mint a RgF−4, amely várhatóan stabilabb, mint a RgF−2. A röntgénium(I)-et előreláthatólag nehéz elérni.
A röntgénium valószínűsített kémiája nagyobb érdeklődést kapott, mint az előző két elem, a meitnérium és a darmstadtium; mivel a 11. főcsoport elemei közül, az s vegyérték-alhéj relativisztikusan várhatóan a röntgéniumban kötődik a legerősebben. A molekuláris RgH vegyület számításai azt mutatják, hogy a relativisztikus hatások megduplázzák a röntgénium-hidrogénkötés erejét, annak ellenére is, hogy a spin-pálya kölcsönhatás 0,7 eV-al gyengíti azt. Az AuX és az RgX vegyületeket is megvizsgálták (ahol X: F, Cl, Br, O, Au, vagy Rg). Az Rg+ a várakozások szerint a leggyengébb bázis a fémionok közt, gyengébb még az Au+ ionnál is.

### Kísérleti kémia
A röntgénium kémiai jellemzőit a röntgénium-izotóp termelő reakciók alacsony produktivitása miatt, még nem határozták meg egyértelműen. Ahhoz, hogy egy transzaktinoidán kémiai vizsgálatokat lehessen elvégezni, legalább négy atomot kell előállítani; valamint a felhasznált izotóp felezési ideje legalább 1 másodperc és a termelési aránynak minimum 1 atom/hét kell legyen. Annak ellenére, hogy a legstabilabb ismert röntgénium izotóp, a 281Rg felezési ideje mindössze 26 másodperc, ez elég hosszú idő ahhoz, hogy a kémiai vizsgálatok lefolytathatóak legyenek. A valódi akadályt a termelési sebesség jelenti, amely jelenleg nem teszi lehetővé a heteken vagy hónapokon át tartó kísérletezést, és így nem érhetőek el statisztikailag szignifikáns eredmények. Az izotóp szétválasztásnak és detekciónak folyamatosnak kell lennie, hogy elválassza a röntgénium-izotópokat, majd egy automata rendszer kísérletezhessen a gázfázisú, illetve az oldatba vitt elemmel; mivel a nehezebb atomok termékhozamai kisebbek, mint a könnyű atomokéi. A röntgénium kísérleti kémiáját ugyanakkor nem övezi akkora figyelem, mint a nehezebb elemeket, például a koperníciumot és a fleróviumot.

## Izotópjai
| Izotóp | Felezési idő | Bomlási mód | Felfedezés éve | Reakció       |
| ------ | ------------ | ----------- | -------------- | ------------- |
| 272Rg  | 3,8 ms ?     | α           | 1994           | 209Bi(64Ni,n) |
| 273Rg  | 5? ms        | α ?         | ismeretlen     | —             |
| 274Rg  | 6,4 ms       | α           | 2004           | 278Uut(—,α)   |
| 275Rg  | 10? ms       | α ?         | ismeretlen     | —             |
| 276Rg  | 100? ms      | α, SF ?     | ismeretlen     | —             |
| 277Rg  | 1? s         | α, SF ?     | ismeretlen     | —             |
| 278Rg  | 4,2 ms       | α           | 2006           | 282Uut(—,α)   |
| 279Rg  | 0,17 s       | α           | 2003           | 287Uup(—,2α)  |
| 280Rg  | 3,6 s        | α           | 2003           | 288Uup(—,2α)  |
| 281Rg  | 26 s         | α, SF       | 2009           | 293Uus(—,3α)  |
| 282Rg  | 0,5 s        | α           | 2009           | 294Uus(—,3α)  |
| 283Rg  | 10? min      | α, SF ?     | ismeretlen     | —             |

A röntgéniumnak nincs stabil, a természetben előforduló izotópja. Számos radioaktív izotópját sikeresen szintetizálták laboratóriumban; vagy könnyebb elemek atommagjainak fúziójával, vagy nehezebb elemek közbenső bomlástermékeként. A röntgénium hét különböző izotópjáról számoltak be, melyek atomtömege 272, 274 és 278-282. Ezek közül kettő, a röntgénium-272 és a röntgénium-274 már ismert, de meg nem erősített metastabil állapottal rendelkezik. Minden izotópja alfa-bomló, kivéve a röntgénium-281-et, ami spontán hasad.

### Stabilitás és felezési idő
A röntgénium minden izotópja rendkívül instabil, és radioaktív; általában a nehezebb izotópok sokkal stabilabbak, mint a könnyebbek. A legstabilabb és egyben a második legnehezebb ismert röntgéniumizotóp a 281Rg, felezési ideje 26 s. A 280Rg izotópról feljegyezték, hogy felezési ideje több, mint egy másodperc. A 282Rg és a 279Rg izotóp felezési ideje rendre 0,5 és 0,17 s. A fennmaradó négy izotóp felezési ideje 1 és 10 ms közötti. A felfedezetlen 287Rg izotópról előrejelezték, hogy béta-bomló lévén a legstabilabb; azonban a röntgénium egyetlen ismert izotópjáról sem figyelték meg, hogy béta-bomláson menne keresztül. Az eddig ismeretlen 277Rg és 283Rg izotópok is várhatóan hosszú életűek, körülbelül 1 másodperc és 10 perc felezési idővel. A 278Rg, a 281Rg és a 282Rg izotópok felfedezése előtt azt jósolták, hogy hosszú a felezési idejük (rendre 1 s, 1 perc és 4 perc); azonban bebizonyosodott, hogy ennél rövidebb életűek (rendre 4,2 ms, 26 s és 0,5 s).

## Fordítás
- Ez a szócikk részben vagy egészben  a   Roentgenium című angol Wikipédia-szócikk fordításán alapul.  Az eredeti cikk szerkesztőit annak laptörténete sorolja fel. Ez a jelzés csupán a megfogalmazás eredetét és a szerzői jogokat jelzi, nem szolgál a cikkben szereplő információk forrásmegjelöléseként.